# Alister Krouli
Alister Krouli (engl. Aleister Crowley), pravo ime Edvard Aleksandar Krouli (engl. Edward Alexander Crowley,* 12. oktobar 1875, Lemington Spa, Engleska – 1. decembar 1947, Hejstings, Engleska) bio je engleski okultista, mistik, pesnik, planinar, šahista i astrolog.

## Mladost
Edvard Krouli (engl. Edward Crowley) bio je otac dečaka koji se rodio 12. oktobra 1875. u Leamingtonu, Worwickshire. On je uvaženi sveštenik, vlasnik pivare i član hrišćanske sekte ″Plimutska braća″ što je dečakovu mladost u velikoj meri obeležilo verskim fanatizmom. Ova tvrdnja nije do kraja ispitana i smatra se da je svesno stvorena i preuveličana od samog Alistera Kroulija. Majka, Emili Bišop, poticala je iz siromašne porodice. Uglavnom je provodila vreme u kući, baveći se domaćinskim poslovima. U 11. godini ostao je bez oca. Kako su bili dobrostojeća porodica Alister 1885. upisuje Triniti Koledž u Kembridžu. Na Koledžu se ispoljavaju njegova razna interesovanja i on počinje da putuje, planinari i piše stihove, takođe u to vreme javljaju se i prvi kontakti sa misticizmom.

## Zlatna zora
1898. čita ″Oblak nad svetilištem″ od Karla fon Ekerthauzena, u knjizi se govori o bratstvu koje nadgleda napredak čovečanstva. Odlučuje da stupi u kontakt sa tim redom i to mu uspeva na proleće iste godine. U novembru 1898. biva inicaran u Zlatnu zoru. Njegovo prvo magijsko ime bilo je (šp. Perdurado) što u prevodu znači da je preživeo, izdržao do kraja. Već 1900. u Parizu biva iniciran u najviši rang reda od strane tadašnjeg vođe Mek Gregora Metersa. Zlatna zora je u to vreme bila u dubokoj krizi i pogođen rasulom reda Krauli napušta Englesku i naredne dve godine provodi putujući. Tokom ove dve godine objavljena su mu dela ″Duša Ozirisa″, ″Tanhojzer″, ″Ambrosi Magi Hortus Rosarum″, boravi na glečeru Baltoro, osvaja vrh K-2 na Himalajima, boravi u Meksiku i sve vreme praktikuje rituale Zlatne zore. Proleća 1903. vraća se u Englesku gde upoznaje Rouz Keli(engl. Rose Kelly) i nakon nekoliko nedelja veze par stupa u brak. Alister ponovo kreće na put i narednih deset meseci proveo je krećući se po Indiji i Egiptu gde je u Kairu od 8. do 10. aprila primio ″Knjigu Zakona″, svetu knjigu Teleme.

## Svete knjige Teleme i pustinjska avantura
Rouz je 1904. rodila devojčicu kojoj su dali ime Nuit. Početkom naredne godine porodica boravi u Švajcarskoj , Krouli zatim sam ponovo kreće u Kairo, potom u Indiju, Himalaje i na kraju u Kinu. U tom periodu piše poemu Orfej i sprema izdavanje sabranih dela. Preko Šangaja i Njujorka 1906. se vraća u Englesku gde saznaje da je Nuit umrla od bakterijske infekcije. Te godine postavlja osnove za stvaranje Astrum Argentum-a, odnosno svog reda ″Srebrna Zvezda″, jednostavno AA. Kao rezultat iskustva iz prethodnih godina 1907.pojavljuju se prve knjige Teleme, LiberLXV i Liber VII. Ponovo putuje i odlazi u Maroko i Španiju, tu je napisao ″Psihologiju Hašiša″. Neumorni avanturista 1909. sa svojim pomoćnikom Viktorom Nojburgom stiže u Alžir. Tu u pustinjama Afrike nastaje tkz ″Pustinjska avantura″, naime Krouli i Nojberg su nedeljama pešačili pustinjom i vršili rituale. Oni su navodno ″prizvali demona Horonzona″ koji im se javio u vidljivoj formi, Nojberg je zapisivao sve što se dešavalo dok se demon ispoljavao kroz svest njegovog učitelja. Ovim događajem Alister je primio u sebe svo zlo ovog demona i na taj način doživeo ″prosvetljenje″ jer je prešao preko Pakla do Svetlosti koju je simbolizovalo Horuso oko. Sledbenici Alistera Kroulija ovaj ″događaj″ koriste kako bi ga uporedili sa kušanjem Isusa Hrista u pustinji jer to Krouliju daje božansku crtu, odnosno ″anihilaciju ega″. Po završetku ove avanture Krouli se vraća u London.

## Suđenje i Ordo Templi Orientis
U Londonu ga je u martu 1910. čekalo suđenje sa Mek Gregor Metersom zbog publikovanja tajni Zlatne zore. Iako ih je Krouli zaista objavio u delu ″Tajni rituali i ceremonije rozenkrojcerskog reda″. dobio je suđenje i štampao novo izdanje ovog naslova. Ubrzo se razvodi od Keli i odlazi u Moskvu gde piše ″Himnu Panu″, ″Grad Bogova″ i dobija inspiraciju da kreira Gnostičku misu. U ovom periodu dolazi u dodir sa Ordo Templi Orientisom. Teodora Rojsa upoznaje 1912. i od njega dobija punomoćje za vođenje engleskog ogranka OTO-a. Početkom 1914. sa Nojburgom objavljuje niz operacija koje će postati poznate pod imenom ″Pariski rad″. Juna iste godine odlazi u SAD u Njujork gde ostaje narednih pet godina i tu piše ″Liber Aleph″, ″Liber 97″, ″Liber 194/729″. Pored izdavanja knjiga on u Njujorsku upoznaje Leu Hirsing (engl. Lea Hirsinh), ona mu postaje žena i decembra 1919. se sa njom vraća u London gde je odlučio da osnuje ″Opatiju Teleme″. Posle nekoliko meseci izbor je pao na Siciliju
i mesto Čefalu, već 1920. odlazi iz Londona, sa njim odlazi Lea,koja se porodila pre samog polaska, i ćerka Ninet Šamvej. Opatija je bila aktivna sve do 1923. a rezultat njenog rada bili su ″Liber Amrita″, ″Jedna zvezda na vidiku″, ″Liber Samekh″, ″Dnevnik uživaoca droge″, ″Komentari na knjigu zakona″, Krouli je u tom vremenu nekoliko puta putovao do Francuske gde piše ″Liber Nike″. U maju 1923. Musolini je proterao Alistera i on najpre odlazi u Tunis a zatim ponovo u Francusku. Nakon smrti Teodora Rojsa postaje poglavar OTO-a koji se deli jer neki od članova ne prihvataju Knjigu zakona i Telemu. Drugu polovinu dvadesetih godina živi u SAD-u gde mu se 1928. priključuje Izrael Regardi koji sa njim provodi naredne 4 godine, taj period obeležilo je izdavanje ″Magike u teoriji i praksi″

## Ispovesti, starost i povratak u Englesku
Početkom tridesetih godina izdao je prva dva toma ″Ispovesti″ ,finansijsku pomoć pružio mu je Karl Germer, član OTO-a, a značajnu ulogu u tehničkoj pripremi imao je Izrael Regardi. Germer je u narednim godinama finansijski pomagao Kroulija koji je često bio pred bankrotom. Do 1934. dosta vremena je provodio krećući se između Nemačke i Portugalije gde objavljuje ″Ravnodnevnicu bogova″, ″Osam lekcija o jogi″ i četvrto izdanje Knjige Zakona. Početkom Drugog svetskog rata vraća se u Englesku i tu izdaje ″Magiku bez suza″, ″Knjigu Tota″ sa novodizajniranim špilom Tarota. Poslednje delo objavio je 1947, iste godine kada je i umro, bila je to antologija poezije ″Ola″,umro je 1.decembra i kremiran je u Brajtonu uz svečanost kojoj je prisustvovala mala grupa prijatelja.

## Kontroverze
Jedan od velikih skandala desio se 1934. kada je sa devetnaestogodišnjom Patriom Mek Elpajn dobio sina Alistera Ataturka. Optuživan je za stvaranje modernog satanizma kao i da je bio narkoman. Istoričar Mark Bejnon ga u knjizi ″Londonska kletva″ optužuje za smrt sedam osoba koje su učestvovale u otvaranju grobnice Tutankamona. U Srbiji je jedan mladić pre samoubistva uzviknuo policiji ″da je Alister Krouli″. Alister Krouli je ušao u BBC-jevu listu sto najvećih Britanaca i nalazi se na 77 mestu. Njegov lik nalazi se i na omotu albuma ″Seargent Pepers Lonely Hearts Club Band″ grupe Bitlsi.

## Napomene i reference
1. ↑  „Aleister Crowley | Biography, Teachings, Reputation, & Facts”. Encyclopedia Britannica (на језику: енглески). Приступљено 2021-02-03.
2. 1 2 3 4 5   Архивирано на веб-сајту  (19. октобар 2011) (језик: српски)
3. 1 2 3 4 5 6 7 8 9 10 11 12 13 14 15   Архивирано на веб-сајту  (11. јануар 2012) (језик: српски)
4. ↑   (језик: српски)
5. ↑   Архивирано на веб-сајту  (5. март 2010) (језик: српски)
6. ↑   (језик: енглески)

## Literatura
- Izrael Regardije, Oko u trouglu, Biografija najozloglašenijeg čoveka na svetu, Babun, Beograd 2010

## Spoljašnje veze
- Alister Krouli
- Sveto Kraljevstvo Magije[мртва веза]
- Ko je bio Alister Krouli